# Помазанов, Пётр Васильевич
Пётр Васильевич Помазанов (12 мая 1903, Воронежская область — 23 октября 1977, Москва) — советский архитектор-художник, градостроитель. Автор генерального плана застройки района Песчаных улиц.

## Биография
Родился 12 мая 1903 года в селе Красное Воронежской области (по другим данным — в Москве) в семье служащего. Учился в реальном училище, затем в школе 2-й ступени, которую окончил в 1921 году. Параллельно с 1919 по 1922 год занимался в Первых Государственных свободных художественных мастерских (в живописной мастерской С. В. Малютина). В 1922 году поступил на архитектурный факультет ВХУТЕМАСа, который окончил в 1928 году (мастерская Л. А. Веснина). Защитил дипломный проект на тему «Дом Советов в Охотном Ряду в Москве» и получил звание архитектора-художника.
Ещё во время учёбы П. В. Помазанов работал помощником И. А. Голосова ряда других архитекторов. С 1927 года работал младшим архитектором в Госпромстрое. После окончания института работал архитектором в Наркомпросе, где занимался проектированием школьных зданий. В 1930 перешёл в Гипрогор на должность старшего архитектора, выполнил ряд планировочных проектов.
В 1932—1935 годах занимал должность заместителя главного архитектора Москвы. В этот период под руководством В. Н. Семёнова участвовал в разработке первого генерального плана реконструкции Москвы.
В 1936 году П. В. Помазанов перёшел в Архитектурно-планировочную мастерскую № 2 Наркомхоза РСФСР. В 1941 году, после начала Великой Отечественной войны, был переведён в Наркомат боеприпасов, на должность начальника отдела спецпроектирования. Занимался маскировкой оборонительных объектов и строительством объектов спецназначения. В конце 1944 года был переведён в Комитет по делам архитектуры при Совете Министров СССР, где занял должность начальника отдела планировки городов при Главном управлении по планировке городов.
В декабре 1945 года П. В. Помазанов перешёл на работу в мастерскую Генерального плана Управления по делам архитектуры города Москвы, где работал архитектором-автором. В 1946 году возглавил мастерскую Института Генплана Москвы, занимавшуюся проектированием северо-западного сектора города. С 1955 по 1963 год возглавлял мастерскую № 3 Института Генплана Москвы.
С 1937 по 1951 год преподавал в Московском архитектурном институте (доцент). Член Союза архитекторов СССР с 1934 года. Член секции градостроительства, член комиссии архитектурного фонда. В 1934 году по линии Союза архитекторов принимал участие в организации Центрального дома архитектора. Проводил семинары для главных архитекторов городов в Союзе архитекторов СССР, выступал с лекциями в обществе по распространению политических и научных знаний.
Жил в Москве на Беговой улице, 7. Умер 23 октября 1977 года.

## Работы

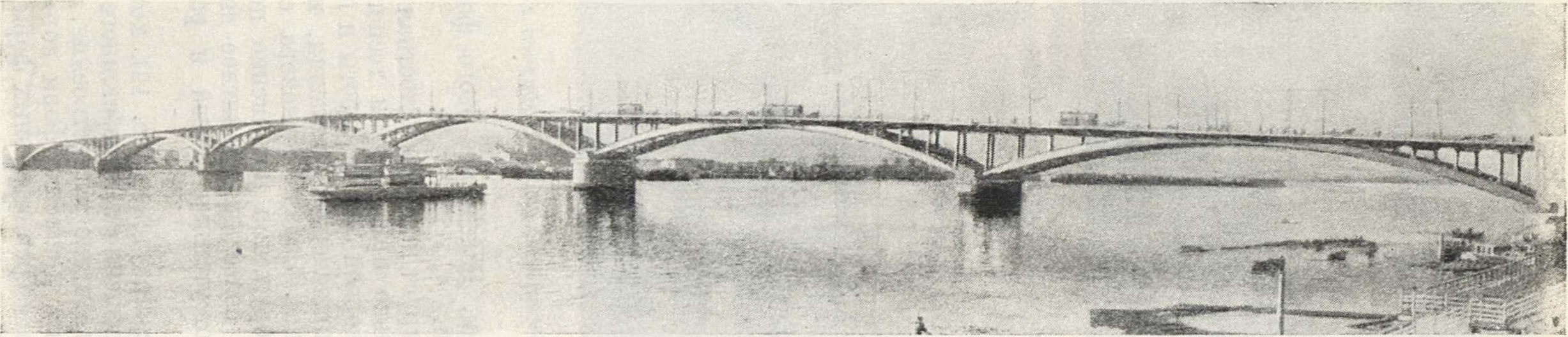
Канавинский мост в Нижнем Новгороде

В конце 1920-х годов П. В. Помазанов занимался вопросами школьного строительства. Проектировал типовые школьные здания, занимался разработкой и изданием норм для этих зданий. В написанной в 1929 году с соавторами книге «Строительство школьных зданий» опубликовал свой проект школьного здания, который, по словам архитектора В. В. Щербакова, был свежим и современным, его план «ясный, пространственное решение просто и выразительно».
По его типовому проекту было построено здание двухкомплектной школы на станции Катуар под Москвой. Он также был архитектором здания поликлиники в Воронеже (1927) и общежития в Подольске (1930—1931).
В 1933 году совместно с архитектором В. А. Пашковым разработал проект реконструкции улиц в Замоскворечья (Пятницкой, Большой Ордынки, Малой Ордынки и Большой Якиманки), осуществлённый в натуре. По его проекту надстройки и перестройки группы домов по Тверской-Ямской улице в первой половине 1930-х годов было начато строительство. Выполнил проект надстройки здания Архитектурно-планировочного управления по Театральному проезду в Москве. По проекту П. В. Помазанова были построены сходы на Краснохолмской набережной Москвы-реки, а также построена пристань на Москве-реке в Кунцеве. Разработал ряд проектов малых форм для Москвы.
Автор проекта Канавинского моста через Оку в Нижнем Новгороде (1935, совместно с архитекторами П. В. Щусевым, И. А. Французом и инженером А. В. Крыловым). Во второй половине 1930-х годов выполнил проект реконструкции застройки набережных реки Дона для Ростова-на-Дону, проекты домов Советов для Пятигорска и Тамбова, проект ансамбля Рыбинского авиационного института. По разработанному им проекту двухэтажного жилого дома с мансардой было построено большое количество зданий в Казани и Ярославле. Разработал серию типовых проектов гостиниц. Спроектировал и построил дом туриста в Нальчике. В 1941 году построил правительственную дачу под Москвой.
В 1948 году выполнил первый проект застройки площади развилки Ленинградского и Волоколамского шоссе. Впрочем, по словам архитектора В. С. Андреева, этот проект был «очень сырой». В дальнейшем проектированием площади развилки занимался К. С. Алабян. В том же году разработал генеральный план застройки района Песчаных улиц — одного из первых районов массового жилищного строительства в Москве.
Автор проектов зон отдыха на Клязьминском и Пяловском водохранилищах, в Серебряном Бору, в Строгине, Мякинине, проекта планировки территории Гребного канала, форпроектов городов-спутников, технико-экономических основы развития Москвы и лесопаркового защитного пояса.

## Награды
- орден Трудового Красного Знамени[4]
- медаль «За доблестный труд в Великой Отечественной войне 1941—1945 гг.» (1946)[2]
- почётная грамота Моссовета[1]